# گیاه سبدی
گیاه سبدی (نام علمی: Callisia fragrans) نام یک گونه از تیره برگ‌بیدیان است.